# Ochapowace 71
Ochapowace 71 är ett reservat i Kanada.   Det ligger i provinsen Saskatchewan, i den sydöstra delen av landet, 2 100 km väster om huvudstaden Ottawa.
Omgivningarna runt Ochapowace 71 är en mosaik av jordbruksmark och naturlig växtlighet. Trakten runt Ochapowace 71 är nära nog obefolkad, med mindre än två invånare per kvadratkilometer.